# Hydnophytum magnifolium
Hydnophytum magnifolium är en måreväxtart som beskrevs av Elmer Drew Merrill och Lily May Perry. Hydnophytum magnifolium ingår i släktet Hydnophytum och familjen måreväxter. Inga underarter finns listade i Catalogue of Life.